# Kleiner Kranichsee

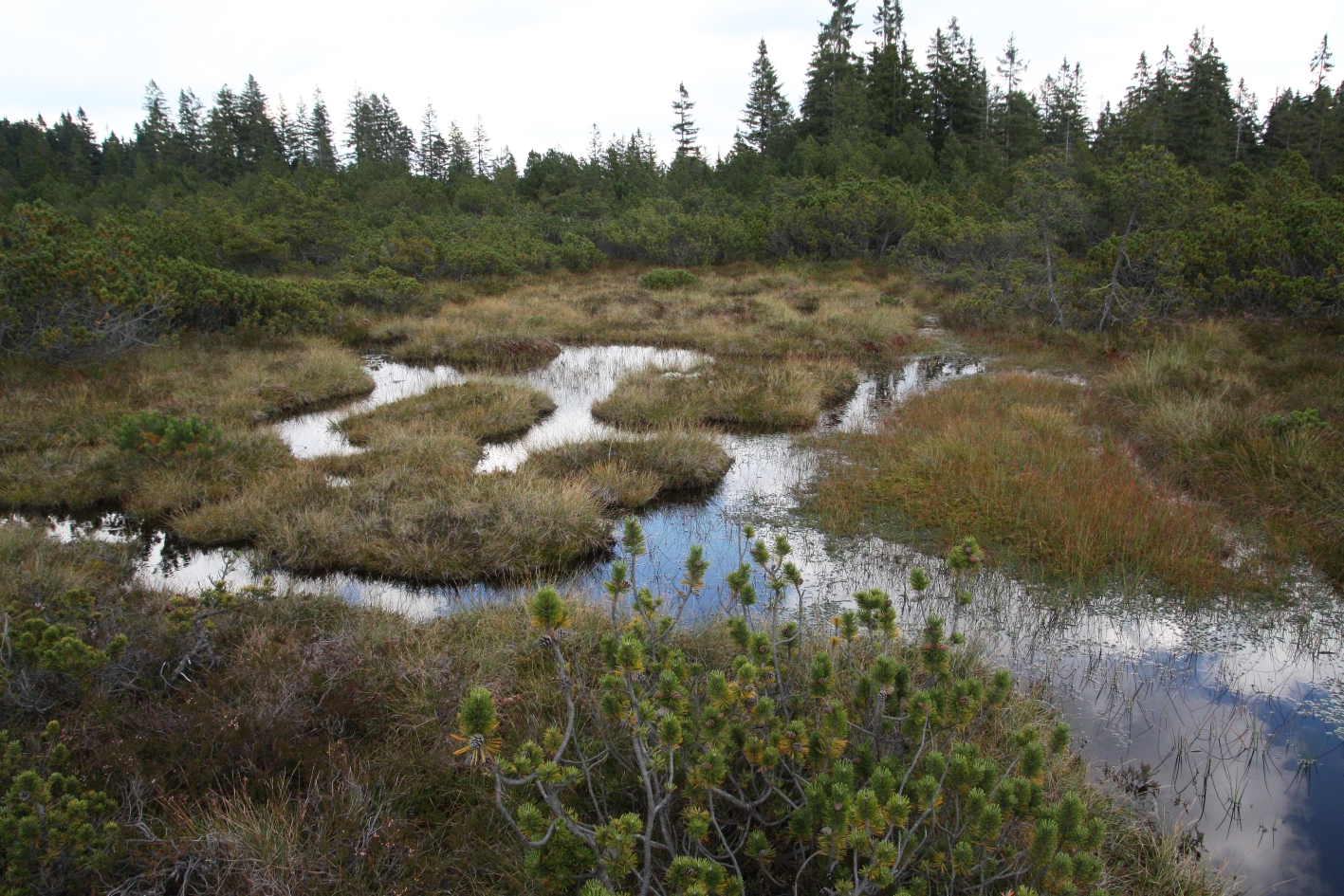
Offener Bereich im Kleinen Kranichsee mit Bulten und Schlenken.

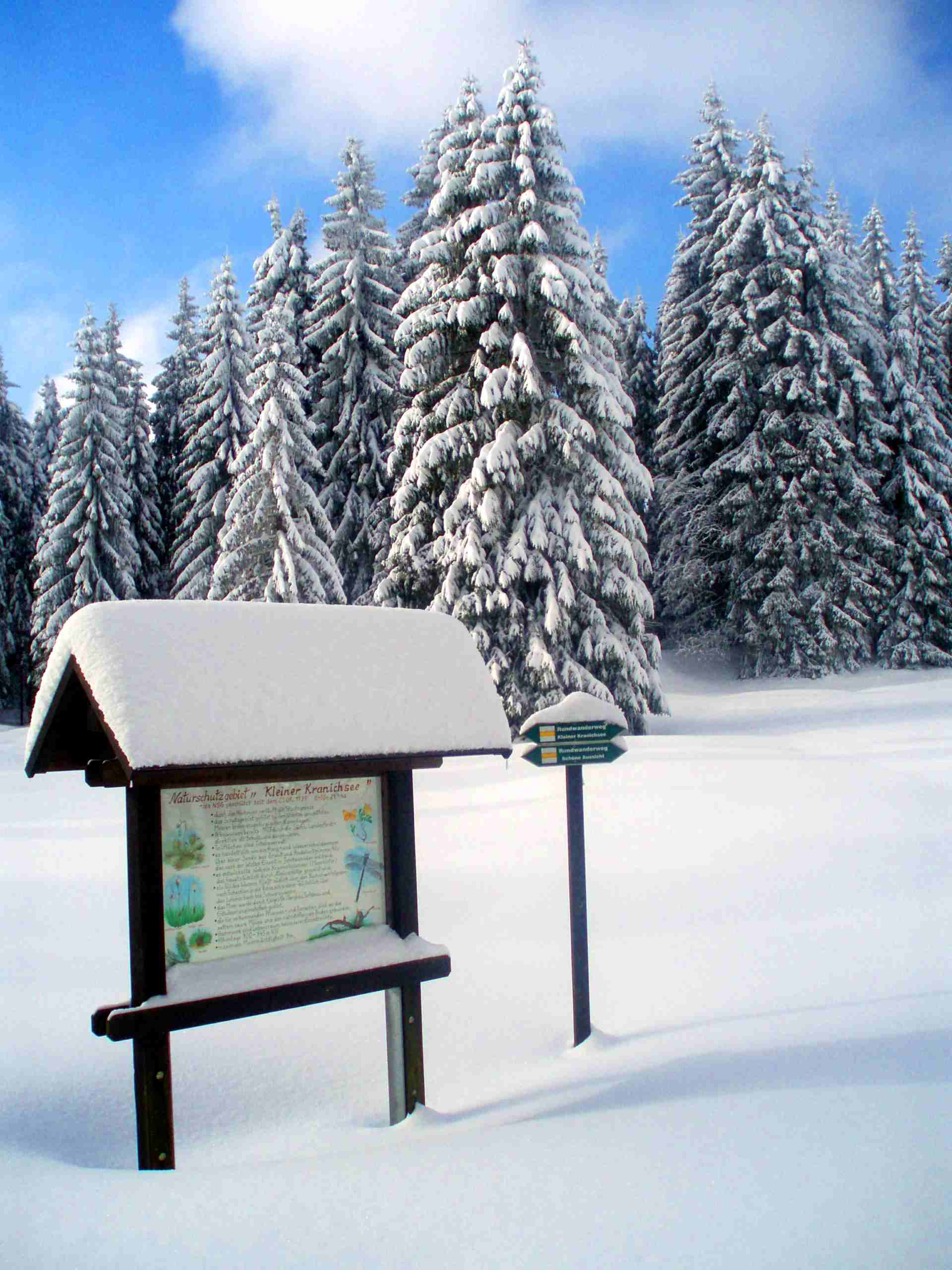
Winter am Kleinen Kranichsee bei Johanngeorgenstadt

Der Kleine Kranichsee (tschech. Malé jeřábí jezero) ist eines der bedeutendsten Hochmoore im Erzgebirge. In Sachsen steht das Moor seit 1939 unter Naturschutz. Es ist heute Hauptbestandteil des umfassenderen NSG Kleiner Kranichsee, Butterwegmoor und Henneberger Hang. Der tschechische Teil des Moores wurde 1962 auf 6,02 ha als Naturreservat unter staatlichen Schutz gestellt.

## Lage
Das Hochmoor befindet sich in einer Höhenlage von 930 Metern ü. NN auf einer Lichtung im Hochwald südwestlich von Johanngeorgenstadt. Durch das Hochmoor führt die Grenze zwischen Deutschland und der Tschechischen Republik, die weiter über den Buchschachtelberg nach Jugel führt.

## Name
Die Bezeichnung des Hochmoores wird mit dem slawischen Wort granica für Grenze in Zusammenhang gebracht. Mit seihe oder sehe wurden früher Moorgelände bezeichnet, so dass der Name sinngemäß „Grenzmoor“ bedeutet. Urkundlich wurde der Kleine Kranichsee erstmals 1551 erwähnt.

## Geschichte
Östlich des Kleinen Kranichsees in Richtung Henneberger Häuser wurde noch bis zum Jahre 1923 Torf abgebaut und dadurch Teile des Hochmoores abgetragen. Im Untergrund verläuft der NW-SE streichende Eisenerzgang Sechs-Brüder-Einigkeit-Flache, der im Hochmoor selbst und in unmittelbarer Nähe durch den Seeschacht, den Michaelisschacht und die Sechs-Brüder-Einigkeit-Fundgrube erschlossen wurde. Haldenreste hiervon sieht man auch heute noch am Rand des Hochmoors. Nicht weit entfernt bei den Henneberger Häusern wurde Zinn abgebaut.
Im Juni 1939 wurde der Kleine Kranichsee in das Reichsnaturschutzbuch eingetragen und damit unter den Schutz des Reichsnaturschutzgesetzes gestellt. Die geschützte Fläche umfasste 13,75 ha des zentralen Moorbereichs mit dem Bult-Schlenken-Komplex. 1961 wurde das Naturschutzgebiet auf 29,15 ha erweitert. Im darauffolgenden Jahr wurde unmittelbar hinter der Grenze ein eigenes Naturschutzgebiet in der Größe von 6,02 ha auf tschechoslowakischem Gebiet gebildet.

## Bedeutung
Es handelt sich um ein Wasserscheiden-, Kammscheiden- und Krummholzhochmoor, das nach Norden durch den Steinbach, nach Westen durch die Große Bockau, nach Süden durch den Buchschachtelgraben in Richtung Rolava und nach Osten durch den Lehmergrundbach entwässert wird. In westliche Richtung gibt es den Großen Kranichsee, dessen Moorkern jedoch auf tschechischer Seite liegt.

## Vegetation
- Bergkiefer (Pinus mugo)
- Scheiden-Wollgras (Eriophorum vaginatum)
- Schwarze Krähenbeere (Empetrum nigrum)
- Rauschbeere (Vaccinium uliginosum)
- Rosmarinheide (Andromeda polifolia)

## Fauna
- Kreuzotter (Vipera berus)
- Bergeidechse (Lacerta vivipara)

## Tourismus
Bereits um die Jahrhundertwende legte der Erzgebirgszweigverein Johanngeorgenstadt einen Knüppeldamm in das Moor an und errichtete ein Aussichtsgerüst mit Schutzdach, das inzwischen mehrfach erneuert wurde und dessen Standort zum besseren Schutz der Natur in den 1970er Jahren um mehrere Meter verlegt wurde.